# Возвращение Свистуна
«Возвращение Свистуна» (англ. The Return of the Whistler) — фильм нуар режиссёра Д. Росса Ледермана, который вышел на экраны в 1948 году. Это восьмой и последний фильм из цикла «Свистун» студии Columbia Pictures 1940-х годов. Это единственный фильм в цикле, главную роль в котором сыграл не Ричард Дикс.
В этом фильме молодой инженер Тед Николс (Майкл Дуэйн) разыскивает свою неожиданно пропавшую невесту, француженку Элис Баркли (Ленор Обер). На него выходит частный детектив Гейлорд Трейнор (Ричард Лейн), который соглашается добровольно ему помочь, но на самом деле получает от Теда документы Элис, после чего скрывается. Тед находит дом семьи Бракли, хозяин которого (Джеймс Кардвелл) представляется мужем Элис, далее заявляя, что его жена психически больна и выдумала всю историю о своём прошлом. Обнаружив документы Элис в своей машине, Тед догадывается, что семья Баркли обманула его и пытается завладеть богатой усадьбой и наследством её мужа, который погиб во Франции во время войны. Тед направляется в психиатрическую клинику, где в жёстком противостоянии освобождает Элис с помощью Трейнора, который провёл собственное расследование и вызвал полицию, чтобы разоблачить семью Баркли.
Критики дали фильму сдержанно позитивные оценки, отметив, что он стал достойным завершением киноцикла «Свистун», хотя и несколько уступает предыдущим фильмам с участием Ричарда Дикса.

## Сюжет
Поздно вечером в проливной дождь молодой инженер-строитель Тед Николс (Майкл Дуэйн) и его невеста французского происхождения Элис Дюпре Баркли (Ленор Обер) приезжают в небольшой городок в штате Нью-Йорк. Они останавливаются у дома мирового судьи, чтобы оформить брак. Неожиданно выясняется, что мировой судья по срочному делу уехал на всю ночь. Пока Тед и Элис находятся в доме судьи, неизвестный подъезжает к их автомобилю и что-то делает в капоте. После возвращения в автомобиль пара с трудом трогается с места, но через некоторое время автомобиль выходит из строя окончательно недалеко от местной гостиницы. В гостинице нет свободных мест, и Теду лишь за взятку удаётся уговорить недоброжелательного ночного портье Андерсона (Олин Хоуленд) поселить Элис в небольшой комнатке. При этом портье не разрешает остаться Теду вместе с ней, так как они пока ещё официально не женаты, и Тед уходит, чтобы заняться починкой машины.
Утром Тед возвращается в гостиницу, однако в номере Элис нет. Новый портье ничего не знает о заселении Элис, но по просьбе Теда вызывает Андерсона, который говорит, что через полчаса после того, как Тед ушёл, Элис выписалась из гостиницы и уехала в Нью-Йорк. Тед не верит ему. Он трясёт Андерсона за лацканы пиджака, возбуждённо требуя сказать, что на самом деле произошло и что тот скрывает. Появившийся на шум управляющий Харт (Роберт Эмметт Кин) вызывает полицию и приглашает Теда в свой кабинет. Капитану полиции Григгсу (Эдгар Диринг) Тед заявляет, что Андерсон не говорит правду, очевидно потому, что как-то связан с исчезновением Элис. Когда капитан отвечает, что у него на данный момент куда больше оснований выдвинуть обвинения против самого Теда в жестоком нападении на Андерсона, Харт предлагает не поднимать скандал и замять всё дело. После отъезда капитана к Теду подходит частный детектив Гейлорд Трейнор (Ричард Лейн), который всё слышал, так как находился в холле во время скандала. Он настойчиво предлагает Теду свою помощь, и в конце концов Тед соглашается. Трейнор говорит, что для начала поисков ему прежде всего нужна фотография Элис, и так как у Теда её нет с собой, они забирают отремонтированную машину Теда и направляются к нему домой.
По дороге Тед рассказывает Трейнору, что познакомился с Элис всего две недели назад. Она вдова американского военного лётчика, погибшего во Франции, и приехала в Америку в поисках родственников своего мужа. Тед далее рассказывает, что познакомился с Элис, когда проводил уикэнд в своём летнем коттедже. Поздно вечером он услышал шум, после чего увидел около дома на улице Элис. У неё болела лодыжка, и она не могла идти дальше, но при этом отказалась от того, чтобы Тед помог добраться до её дома. Тогда Тед пригласил её к себе домой, чтобы она могла прийти в себя. В коттедже Тед перевязал ей лодыжку и уговорил остаться на ночь, а на утро пообещал отвезти её на своей машине в город. Во время этой короткой встречи Тед влюбился в Элис. На следующий день Тед отвёз её в город, где Элис стала искать себе жильё, однако за день она так и не нашла ничего подходящего и вернулась к Теду. Слушая эту историю, Трейнор высказывает предположение, что всё это похоже на разводку. Тед далее сообщает, что однажды вечером Элис рассказала ему историю своей любви с американским лётчиком, который погиб в день их свадьбы. Муж просил её отправиться в Америку к его отцу, если с ним что-либо случится. Но отец к моменту её приезда уже умер, а с другими родственниками Элис не смогла найти взаимопонимания. Однажды один из них пришёл к ней в комнату, после чего ей пришлось убежать из дома. После этого рассказа Тед сделал Элис предложение, но она долгое время сомневалась, что ответить, так как полагала, что Тед принимает жалость за любовь. Тед вспоминает также, что той же ночью, когда Элис уже спала, кто-то пробрался через окно в её комнату и начал рыться в её вещах в поисках чего-то. Когда она проснулась и закричала, этот таинственный человек сбежал. Тед также говорит, что Элис никогда не упоминала имён родственников своего бывшего мужа, что Трейнор считает странным.
В квартире Теда они видят, что вещи Элис не тронуты. Тед передает Трейнору фотографии Элис и находит её свидетельство о браке, согласно которому она была замужем за неким мистером Баркли, дом которого, как вспоминает Тед, находится недалеко от его коттеджа. В этот момент Тейнор ударом кулака вырубает Теда, забирает фотографии и свидетельство о браке, после чего быстро уходит. Придя в себя десять минут спустя, Тед берёт пистолет и отправляется, чтобы продолжить расследование. Он приезжает к дорогому особняку Баркли, где его встречают мистер Баркли (Джеймс Кардвелл) и его мать (Энн Шумейкер). Тед направляет на них пистолет и требует сказать, что они сделали с Элис. Мистер Баркли сообщает, что он законный муж Элис, а её история о муже-лётчике, погибшем во Франции, не более чем фантазия. Он рассказывает, что действительно познакомился с Элис в Нормандии, когда служил во время войны в транспортной авиации. Они полюбили друг друга и поженились. Буквально на следующий день во время одной из операций самолёт Баркли был сбит над Германией, и его признали погибшим. Под влиянием этих событий у Элис начались психические проблемы, но постепенно она пришла в себя. Но иногда у неё случаются приступы, когда она считает себя вдовой, которая может снова выйти замуж. Частью её болезни является то, что ей кажется, что с ней неверно обходятся дома, и представляя эту жизнь как сплошной кошмар. Выслушав рассказ Баркли, Тед утверждает, что он лжёт. Тогда Баркли предлагает Теду поговорить с Элис, чтобы он мог услышать всё из её собственных уст.
Баркли говорит, что ему известно о том, что Тед и Элис вчера пытались заключить брак, а также признаёт, что Трейнор работал по его поручению, чтобы выследить Элис. Они поднимаются в спальню на второй этаж, где Тед видит анемично лежащую в постели Элис, которая просит у него прощения и подтверждает, что она жена Баркли. После этих слов озадаченный Тед уходит, а совершенно здоровая Элис встаёт из постели. Из соседней комнаты выходит Арнольд (Тревор Бардетт), сын миссис Баркли, с пистолетом в руке, и становится ясно, что семья Баркли, в которую входит также сестра Сибилл (Энн Доран), угрозой убийства заставила Элис сделать подобное заявление. Как выясняется из дальнейшего разговора, после смерти её мужа Элис стала официальной наследницей усадьбы Баркли. Присутствующая при этом Элис утверждает, что ей не нужно это наследство, и единственное, что она хочет, это быть с Тедом. Она клянётся, что никогда не заявит своих прав на имущество и хочет уйти, однако семья не верит ей и не отпускает её. Миссис Баркли поручает Чарли рассчитаться с Трейнором, ожидающим внизу, после чего собирается разобраться с Элис. Когда Чарли получает от Трейнора брачное свидетельство и расплачивается с ним, становится ясно, что детектив не знал об истинных намерениях семейства Баркли. Получив свидетельство, члены семьи полагают, что больше у Элис нет оснований заявлять свои претензии на наследство. Для большей надёжности миссис Баркли решает поместить Элис в психиатрическую клинику Вудленж, договариваясь об этом по телефону с доктором Грантлендом (Уилтон Граф).
Тем временем Тед обнаруживает в бардачке своей машины паспорт и другие документы Элис, которые она там спрятала. Согласно визе Элис приехала в Америку только три недели назад, а не прожила здесь несколько лет, как уверяла семья Баркли. Тед понимает, что единственный способ докопаться до правды, это ещё раз переговорить с Элис наедине. Ночью он подъезжает к усадьбе Баркли и перебирается через высокий забор. Во дворе на него набрасывается огромный хозяйский боксёр, который кусает его за руку. Сторож дома (Эдди Уоллер), который узнаёт Теда, оттаскивает собаку, после чего сообщает, что семья Баркли сегодня продала дом и уехала навсегда, и на следующей неделе здесь появится новый владелец. Он также сообщает, что они увезли с собой и Элис, которую собираются определить в клинику, так как у неё были «проблемы с головой». Выяснив у сторожа имя врача, Тед немедленно звонит ему и договаривается о срочном визите, ссылаясь на острую болезнь головы.
Тем временем Трейнор, засомневавшись в истории Чарли, увеличивает свадебную фотографию Элис и её мужа Джона, понимая, что муж Элис и Чарли — это два разных человека, и Чарли обманул его. Детектив немедленно едет в усадьбу Баркли, где жёстко допрашивает сторожа, который говорит, что из всей семьи уважал только Эда, главу семьи и отца Джона. Сторож не любил остальных членов семейства, Эд также вскоре понял, что не любит их после того, как пригласил их жить в свой дом. Но Эд умер, а его сын Джон погиб на войне. Сегодня же, по словам сторожа, Трейнор разговаривал не Джоном, а с его кузеном Чарли. Пожилая леди — это жена брата Эда, а Чарли, Альберт и Сибилл — её дети. Это ближайшие из живых родственников Эда за исключением Элис, вдовы Джона. То есть, как понимает Трейнор, по закону усадьба принадлежит Элис. Он берёт сторожа, чтобы тот дал показания в полиции.
Тед приезжает в клинику на приём к доктору Грантленду. В кабинете Тед слышит женский крик, понимая, что Элис находится в клинике. Доктор выделяет Теду отдельную палату, обещая осмотреть его на следующее утро. За одной из дверей в коридоре Тед снова слышит тревожный голос Элис, что «они всё врут», но медсестра уводит его и запирает в отдельной палате. Миссис Баркли и Чарли наблюдают за Элис, которую силой держат две медсестры. Когда она пытается вырваться, на неё по указанию зашедшего доктора Грантленда надевает смирительную рубашку. Тем временем Тед расправляется с медбратом, который принёс ему ночное бельё, и подкравшись к палате Элис, видит, как из неё выходят миссис Баркли, Чарльз и доктор Грантленд, чтобы решить финансовые вопросы в его кабинете.
Проникнув в палату Элис, Тед снимает с неё смирительную рубашку, а миссис Баркли и Чарли тем временем покидают клинику, отправляясь в аэропорт. Чарли замечает у клиники машину Теда и останавливается. Элис оправдывается перед Тедом, что если бы она не признала, что жена Чарли, они бы убили их обоих. В этот момент в палату заходит Чарли, и между мужчинами начинается драка. Их разнимают врачи, собираясь надеть на Теда смирительную рубашку. В этот момент в клинике появляется Трейнор вместе с полицейскими, которые задерживают Чарли. Трейнор объясняет Теду, что семейство Баркли его обмануло, и он действовал неправильно. Тед просит арестовать также доктора Грантленда, который удерживал в клинике Элис против её желания. Когда всё заканчивается, Тед и Элис снова приезжают к мировому судье, чтобы заключить брак.

## В ролях
- Майкл Дуэйн — Теодор Энтони «Тед» Николс
- Ленор Обер — Элис Дюпре Баркли
- Ричард Лейн — Гейлорд Трейнор
- Джеймс Кардвелл — мистер Баркли
- Энн Шумейкер — миссис Баркли
- Сара Падден — миссис Хулскамп

## Создатели фильма и исполнители главных ролей
Режиссёр Д. Росс Ледерман в период с 1925 по 1954 год поставил 88 фильмов, среди которых популярные криминальные ленты категории В «Тень на ступенях» (1941), «Пресловутый Одинокий волк» (1946), «Призрачный вор» (1946), «Бостонский Блэки и закон» (1946), «Одинокий волк в Мексике» (1947).
Майкл Дуэйн сыграл в таких фильмах, как «Опасные блондинки» (1943), «Криминальное дело доктора Гиллеспи» (1943), «Секрет Свистуна» (1946), «В тени» (1946) и «Маска дьявола» (1946).
Ричард Лейн известен исполнением роли инспектора Фаррадэя в четырнадцати детективных комедиях о Бостонском Блэки 1941—1949 годов, а также ролями второго плана в таких фильмах, как «Воспитание крошки» (1938), «Юнион Пасифик» (1939), «Брат „Орхидея“» (1940), «Военно-воздушные силы» (1943), «Могучий Джо Янг» (1949) и «Убийцы» (1964).

## История создания фильма
Как пишет историк кино Деннис Шварц, «это последний из восьми фильмов превосходного детективного сериала „Свистун“ от Columbia, который был основан на популярном в то время радиошоу».
В его основу фильма положен рассказ известного детективного автора Корнелла Вулрича «Всё сразу, без Алисы» (1940). Как написал историк кино Хэл Эриксон, Вулрич писал близкие по духу Альфреду Хичкоку произведения задолго до того, как начал работать с самим Хичкоком.
Это единственный фильм сериала, в котором главную роль сыграл не Ричард Дикс.
Фильм находился в производстве с 13 по 23 октября 1947 года и вышел на экраны 18 марта 1948 года.

## Оценка фильма критикой
Журнал Variety в номере от 3 марта 1948 года написал, что это «прекрасный детектив, который при надлежащем монтаже стал бы превосходным саспенс-триллером». С другой стороны, журнал TV Guide указал на «низкосортный сценарий фильма, который с трудом поддерживает хоть какой-то уровень саспенса». Деннис Шварц отметил, что режиссёр Д. Росс Ледерман «умело ставит этот фильм. Его первая половина была захватывающей, но во второй половине, когда мы узнаём, что означает вся эта тайна, фильм теряет свою силу и затухает». Кроме того, фильму «не хватает Дикса», который «добавлял определенную изюминку своим персонажам, будь то сомнительный частный детектив или злодей». Историк кино Джин Блоттнер назвал фильм «захватывающим». По его мнению, хотя в нём «не так много саспенса, как в некоторых предыдущих фильмах цикла, но история разворачивается в приятном темпе и удерживает интерес зрителя. Актёрская игра не уступает другим фильмам сериала, но Ричарда Дикса очень не хватает». Рон Беккер также отметил, что «это единственный фильм цикла, в котором Ричард Дикс не появился». По словам критика, «в любом случае, хотя Дикс был главным плюсом этой серии фильмов, на самом деле для него не было роли в этой истории. Дикс был слишком стар, чтобы играть молодожёна Теда, а если бы его взяли на роль детектива Трейнора, Дикс затмил бы остальных актёров и раздул значимость роли». В целом же, по мнению Беккера, это «один из лучших фильмов серии „Свистун“, и если сериалу суждено было закончиться, это был хороший способ уйти».